# Kaluđerce
Kaluđerce (en serbe cyrillique : Калуђерце) est un village de Serbie situé sur le territoire de la Ville de Leskovac, district de Jablanica. Au recensement de 2011, il comptait 166 habitants.

## Démographie
| 1948 | 1953 | 1961 | 1971 | 1981 | 1991 | 2002 | 2011 |
| ---- | ---- | ---- | ---- | ---- | ---- | ---- | ---- |
| 314  | 338  | 316  | 297  | 263  | 240  | 206  | 166  |

|  |